# Marco Pino

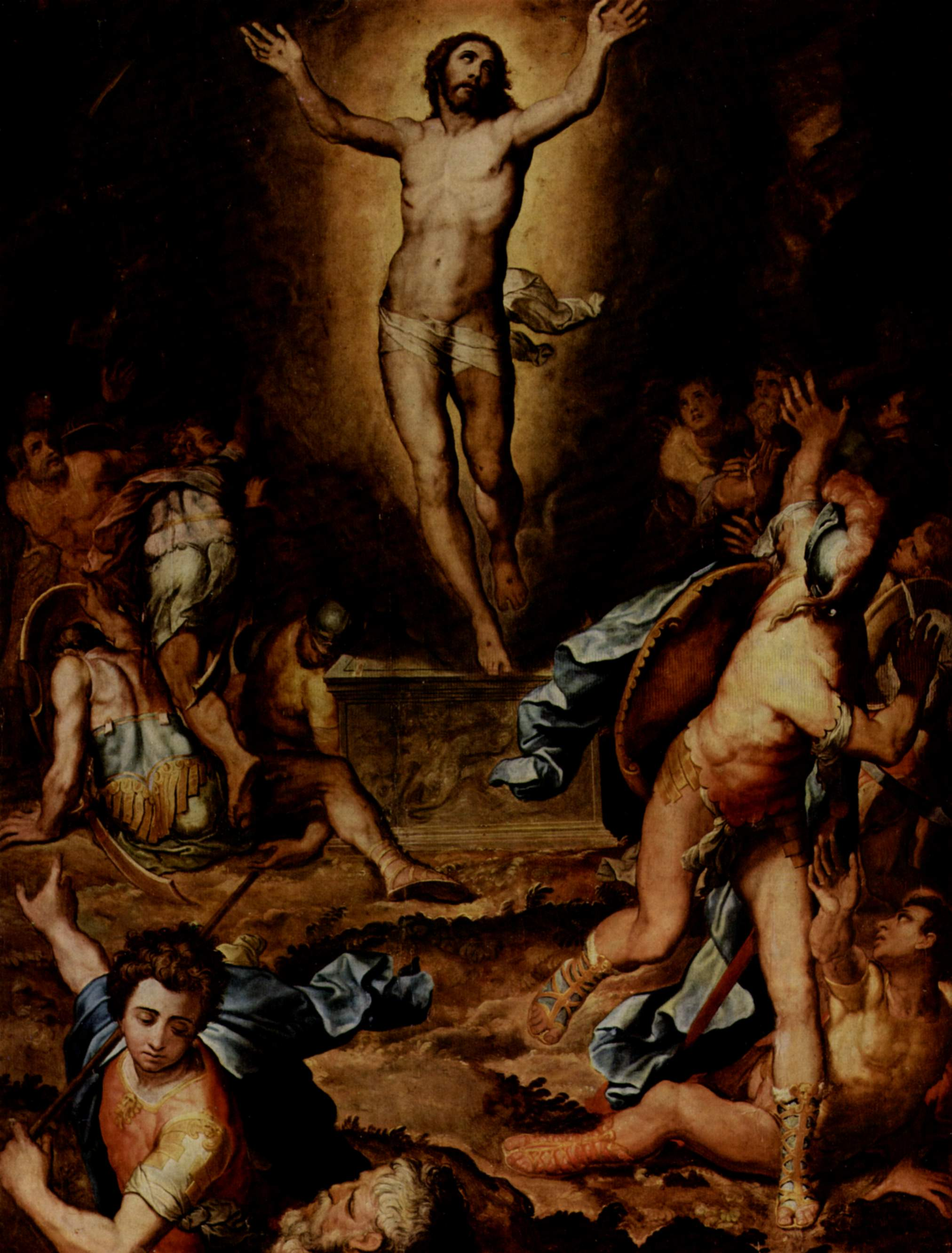
Marco Pino, Resurrecció de Crist, 1555, Galeria Borghese

Marco Pino, Marco da Siena, Marco dal Pino o Marco di Pino (1521-1583) va ser un pintor italià del període renaixentista i manierista. Va néixer i ser educat a Siena, i més tard va treballar a Roma i a Nàpols, on va morir. Va ser putativament un estudiant dels pintors Beccafumi i Daniele da Volterra. El biògraf Filippo Baldinucci també diu que va treballar per Baldassare Peruzzi.